# خمسة عادوا
خمسة عادوا (بالإنجليزية: Five Came Back)‏ مسلسل وثائقي أمريكي مبني على رواية «خمسة عادوا: قصة هوليوود والحرب العالمية الثانية» للكاتب مارك هاريس. توفر للعرض حسب الطلب على نتفليكس في 31 مارس، 2017.

## قصة المسلسل
يُتابع المسلسل قصة خمسة مخرجين أفلام أمريكان - جون فورد، ويليام وايلر، جون هوستن، فرانك كابرا، وجورج ستيفنز. ومخاطرات بالعمل في ميادين القتال خلال الحرب العالمية الثانية.

## وصلات خارجية
- الموقع الرسمي
- خمسة عادوا على موقع IMDb (الإنجليزية)
- خمسة عادوا على موقع ميتاكريتيك (الإنجليزية)
- خمسة عادوا على موقع روتن توميتوز (الإنجليزية)
- خمسة عادوا على موقع نتفليكس (الإنجليزية)
- خمسة عادوا على موقع أول موفي (الإنجليزية)
- خمسة عادوا على موقع قاعدة بيانات الفيلم (الإنجليزية)
- خمسة عادوا على موقع ليتربوكسد (الإنجليزية)
- خمسة عادوا على موقع كينوبويسك (الروسية)
- خمسة عادوا على موقع ألو سيني (الفرنسية)
- خمسة عادوا على موقع قاعدة بيانات الفيلم (الإنجليزية)